# Campionatul European de Scrimă pentru juniori din 2014
Campionatul European de Scrimă pentru juniori (U20) din 2014 s-a desfășurat în perioada 28 februarie-4 martie la Ierusalim, Israel. A fost precedat de Campionatul European pentru cadeți din 2014.

## Rezultate

### Masculin
| Probă             | Aur                                                                          | Argint                                                                         | Bronz                                                                         |
| Spadă             | Yuval-Shalom Freilich (ISR)                                                  | Yulen Pereira (ESP)                                                            | Bányai Zsombor (HUN) · Balázs Hamar (HUN)                                     |
| Spadă pe echipe   | Ungaria Daniel Berta Sandór Cho-Teun Balázs Hamar Bányai Zsombor             | Ucraina Aleksandr Vaulin Iuri Taranenko Mîkîta Cerepahov Volodîmîr Stankevici  | Spania Guillermo Sanchez-Rodriguez Álvaro Ibáñez Yulen Pereira Ángel Fabregat |
| Floretă           | Alexander Choupenitch (CZE)                                                  | Baptiste Mourrain (FRA)                                                        | Krystian Gryglewski (POL) · András Németh (HUN)                               |
| Floretă pe echipe | Polonia Krystian Gryglewski Michał Siess Andrzej Rządkowski Szymon Kozłowski | Ungaria Francesco Ingargiola Damiano Rosatelli Tommaso Ciuti Lorenzo Francella | Rusia Aleksandr Pivovarov Ilia Degtiarev Andrei Matveev Askar Hamzin          |
| Sabie             | Luca Curatoli (ITA)                                                          | Kostiantin Voronov (UKR)                                                       | Artiom Bucikovski (RUS) · Maxence Lambert (FRA)                               |
| Sabie pe echipe   | Franța Tom Seitz Charles Colleau Rémi Senegas Maxence Lambert                | Rusia Iliia Andreev Dmitri Danilenko Aleksandr Trușakov Artiom Bucikovski      | Italia Leonardo Affede Luca Curatoli Francesco D'Armiento Francesco Bonsanto  |

### Feminin
| Probă             | Aur                                                                       | Argint                                                                        | Bronz                                                                     |
| Spadă             | Pauline Brunner (SUI)                                                     | Roberta Marzani (ITA)                                                         | Réka Bohus (HUN) · Kamila Pytka (POL)                                     |
| Spadă pe echipe   | Polonia Kamila Pytka Aleksandra Zamachowska Jagoda Zagała Anna Mroszczak  | Italia Alberta Santuccio Giorgia Pometti Roberta Marzani Alice Clerici        | Franța Amélie Awong Coraline Vitalis Alexandra Louis-Marie Camille Hazard |
| Floretă           | Svetlana Tripapina (RUS)                                                  | Erica Cipressa (ITA)                                                          | Maria Boldor (ROU) · Camilla Mancini (ITA)                                |
| Floretă pe echipe | Italia Camilla Mancini Francesca Palumbo Matilde Biagiotti Erica Cipressa | Rusia Viktoria Aleksaeeva Iana Alborova Svetlana Tripapina Kristina Samsonova | Franța Jérômine Mpah-Njanga Pauline Ranvier Chloé Jubenot Julie Mienville |
| Sabie             | Anna Márton (HUN)                                                         | Tatiana Suhova (RUS)                                                          | Sofia Ciaraglia (ITA) · Flaminia Prearo (ITA)                             |
| Sabie pe echipe   | Italia Anna Camilla Fondi Sofia Ciaraglia Martina Criscio Flaminia Prearo | Ungaria Anna Márton Luca László Petra Záhonyi Borbála Papp                    | Rusia Evgenia Karbolina Ekaterina Vorobieva Tatiana Suhova Anna Bașta     |

## Clasament pe medalii
| Loc   | Țară    | Aur | Argint | Bronz | Total |
| ----- | ------- | --- | ------ | ----- | ----- |
| 1     | Italia  | 3   | 3      | 4     | 10    |
| 2     | Rusia   | 2   | 3      | 3     | 8     |
| 3     | Polonia | 2   | 0      | 2     | 4     |
| 4     | Ungaria | 1   | 2      | 4     | 7     |
| 5     | Franța  | 1   | 1      | 3     | 5     |
| 6     | Elveția | 1   | 0      | 0     | 1     |
| 7     | Israel  | 1   | 0      | 0     | 1     |
| 8     | Cehia   | 1   | 0      | 0     | 1     |
| 9     | Ucraina | 0   | 2      | 0     | 2     |
| 10    | Spania  | 0   | 1      | 1     | 2     |
| 11    | România | 0   | 0      | 1     | 1     |
| Total | Total   | 12  | 12     | 18    | 42    |

## Legături externe
- en  Site-ul oficial Arhivat în 27 iulie 2015, la Wayback Machine.
- en  Jerusalem: European Junior Championships Arhivat în 13 martie 2015, la Wayback Machine. la Confederația Europeană de Scrimă